# Mathilde Bataille
Mathilde Bataille foi uma ginasta francesa. Ela competiu no evento de ginástica feminina nos Jogos Olímpicos de Verão de 1928.